# Костово (Воронежская область)
 Костово — село в Ольховатском районе Воронежской области. Административный центр Степнянского сельского поселения.

## География
Расположено в западной части Степнянского поселения Ольховатского района в вершине балки Марченковской.

## История
Село основано в начале XX века. В июле 1942—январе 1943 годов село было оккупировано немецкими войсками.